# Boltenhagen
Boltenhagen  är en kommun och badort Ostseebad Boltenhagen i det nordtyska förbundslandet Mecklenburg-Vorpommern.
Kommunen ingår i kommunalförbundet Amt Klützer Winkel tillsammans med kommunerna Damshagen, Hohenkirchen, Kalkhorst, Klütz och Zierow.

## Geografi
Boltenhagen är belägen längs Östersjökusten nordväst om Wismar. Norr om orten Boltenhagen finns branta klippor vid kusten.
Kommunen omfattar följande ortsdelar: Boltenhagen, Redewisch, Tarnewitz och Wichmannsdorf.

## Historia

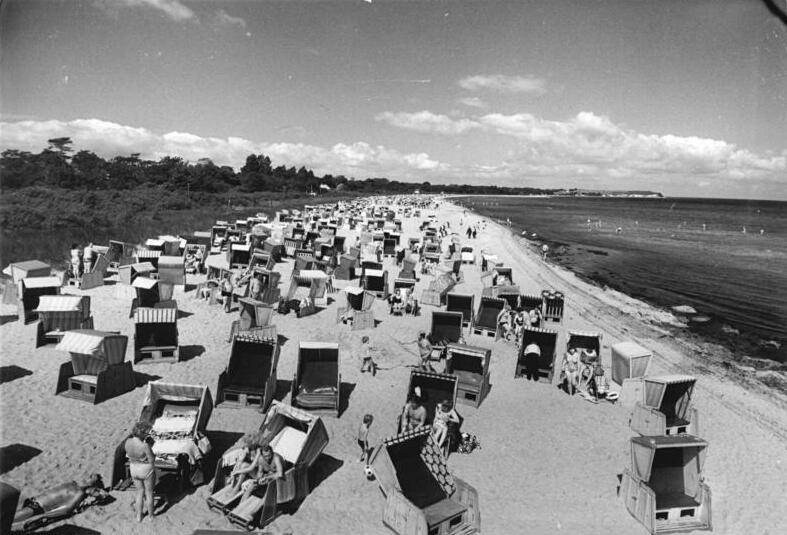
Strand i Boltenhagen (1982)

Ortsdelarna Redewisch och Tarnewitz omnämns första gången 1230, Wichmannsdorf 1313 och Boltenhagen 1336.
Fram till början av 1800-talet präglades näringslivet huvudsakligen av fiske och lantbruk, men samtidigt blev Boltenhagen en populär badort. 
I dag är turismen kommunens huvudnäring.

### Befolkningsutveckling
Befolkningsutveckling  i Boltenhagen
Källa: